# Träipen
Le träipen, parfois treipen, est la variante luxembourgeoise du boudin noir. Les saucisses sont traditionnellement préparées à partir à ¹⁄₃ de tête de porc (ou d'abats et de tout autre déchet de porc) et de graisse, à ¹⁄₃ de sang, et de ¹⁄₃ de légumes (d'hiver) (comme le chou blanc et les oignons). Parmi les autres ingrédients, on trouve du pain blanc et surtout des épices régionales, qui comprennent toujours de la sarriette, et un soupçon de carvi,.

## Recette et variantes
Il existe de nombreuses variantes de recettes locales pour sa préparation, mais en gros, la viande et la graisse sont bouillies avec du sel, puis hachées et mélangées aux légumes finement moulus. Du sang frais est ajouté, ainsi que de la chapelure et des épices, et le mélange est mis dans de grands boyaux. Les saucisses sont ensuite bouillies pendant 15 minutes dans une grande casserole jusqu'à ce qu'elles soient cuites (lorsqu'on les perce, seul un liquide clair doit en sortir).
Le träipen doivent toujours être préparés en les faisant frire dans une poêle, jusqu'à ce qu'ils soient croustillants (les faire éclater intentionnellement est populaire en raison du croustillant supplémentaire), et sont généralement servis avec des pommes de terre bouillies et de la sauce aux pommes (Himmel an Ärd - Le ciel et la terre), comme dans les recettes de la région de Cologne.
Traditionnellement, ils sont consommés après la messe de minuit, la veille de Noël, et sont populaires pendant toute la träipenzäit (« temps des träipen »), entre la Toussaint et les célébrations de Buergbrennen, le premier dimanche de carême.